# Marianów (województwo śląskie)
Marianów – wieś w Polsce położona w województwie śląskim, w powiecie kłobuckim, w gminie Popów.
W latach 1975–1998 miejscowość administracyjnie należała do województwa częstochowskiego.